# Chiesa di Santa Maria a Campiano
La chiesa di Santa Maria a Cafaggiolo si trova nel comune di Barberino di Mugello, vicino alla villa di Cafaggiolo.

## Storia e descrizione
Costruita dai principi Borghese nella seconda metà dell'800 in stile neocinquecentesco come cappella della villa di Cafaggiolo . La chiesa è a una navata con abside, all'interno si conserva un dipinto su tela raffigurante la Madonna del Rosario attribuito alla scuola di Andrea del Sarto, di provenienza ignota. Dal 1955 vi è stata trasferita la sede parrocchiale di Santa Maria a Campiano, chiesa ormai molto malridotta situata su un colle poco distante.